# Francesco di Stefano Pesellino

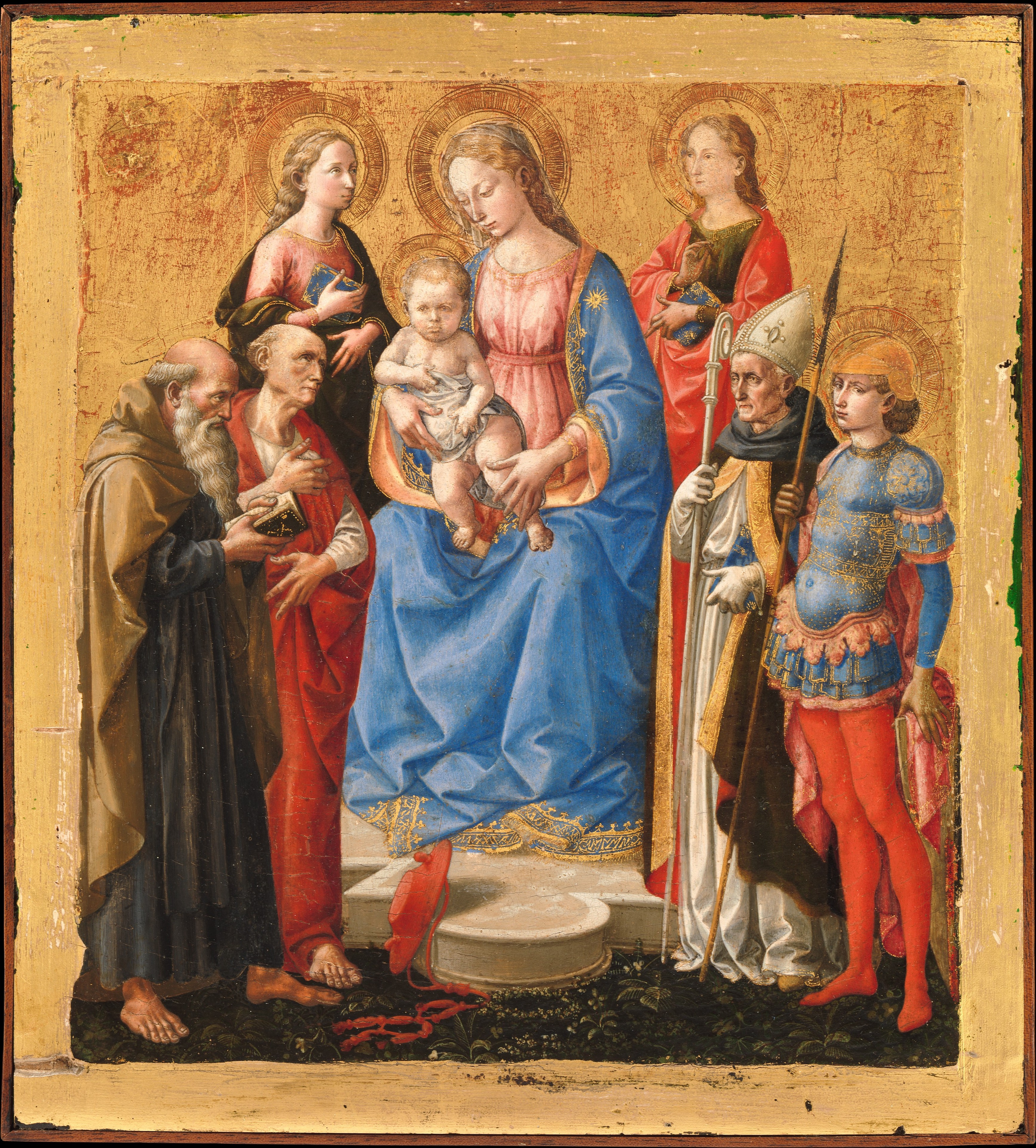
Madonna col bambino e santi,
Metropolitan Museum of Art, New York

Francesco di Stefano dit Il Pesellino ou Francesco Peselli (Florence, 1422 - 1457) est un peintre miniaturiste de l'école florentine. C'est le fils de Stefano di Francesco (mort en  1427) et le petit-fils de  Giuliano Pesello dit Pesello (1367-1446).

## Biographie
Orphelin de père à ses cinq ans, il est initié à la peinture par son grand-père maternel Giuliano Pesello, dont il hérite l'atelier et qu'il dirige à partir de 1447 après avoir été l'élève de Fra Filippo Lippi.
Son style est inspiré de ce dernier et de Fra Angelico.
En 1453, il s'associe avec Piero di Lorenzo di Pratese, et pendant cette période, il commence, pour l'Église de la Trinité à Pistoia, le retable aujourd'hui à la National Gallery de Londres. Ce retable est laissé inachevé à sa mort. Le retable de la Trinité est le seul fermement attribué peinture à Pesellino.
Pesellino est célèbre pour ces Cassone, coffres de mariage richement décoré, pour lesquels il a illustré de vieilles légendes ou des contes.Plusieurs d'entre eux sont conservées au musée Gardner à Boston . 
Il travailla pour Cosme de Médicis, et fut apprécié de ses contemporains.

## Œuvres
Un certain nombre d'œuvres de Pesellino peuvent être vues à la National Gallery of Art, à Washington, au Metropolitan Museum of Art, à New York, et au musée d'art de Toledo (Ohio).
- Retable de la Sainte Trinité, peint pour la compagnia della Santissima Trinità de Pistoia terminé par Filippo Lippi après la mort de Pesellino. Il est aujourd'hui visible à la National Gallery de Londres[3].
- Adoration des Mages, musée Condé de Chantilly
- Cassoni (2 coffres de mariage), sur l'un : une scène de tribunal d'après le Décameron de Boccace, à l'Accademia Carrara de  Bergame.
- Vierge à l'Enfant, musée des beaux-arts de Lyon
- Madonna col bambino e santi,  Metropolitan Museum of Art, New York
- Histoire de Griselda, face antérieure d'un coffre de mariage, H. 42 cm, Académie Carrara, Bergame[4]
- Fragments de la prédelle du retable de l'église Santa Croce de Florence dont le panneau principal est de Fra Filippo Lippi : Vierge à l’Enfant avec les Saints François, Damien, Côme et Antoine de Padoue
  - Deux fragments : Saint François d'Assise recevant les stigmates, saints Cosme et Damien soignant un malade[5], vers 1440-1445, huile sur bois, 32 × 173 cm, Le Louvre, Paris
  - Trois fragments : Nativité, Martyre des saints Cosme et Damien, Miracle du cœur révélé par Antoine de Padoue, 32 × 144 cm, musée des Offices[6]
- Un miracle de saint Sylvestre, (v.1450), huile sur bois, Worcester Art Museum (Massachusetts)
- L'Histoire de David et Goliath (v. 1445-1455), National Gallery, Londres
- Le Triomphe de David (v. 1445-1455), National Gallery, Londres

## Galerie d'images

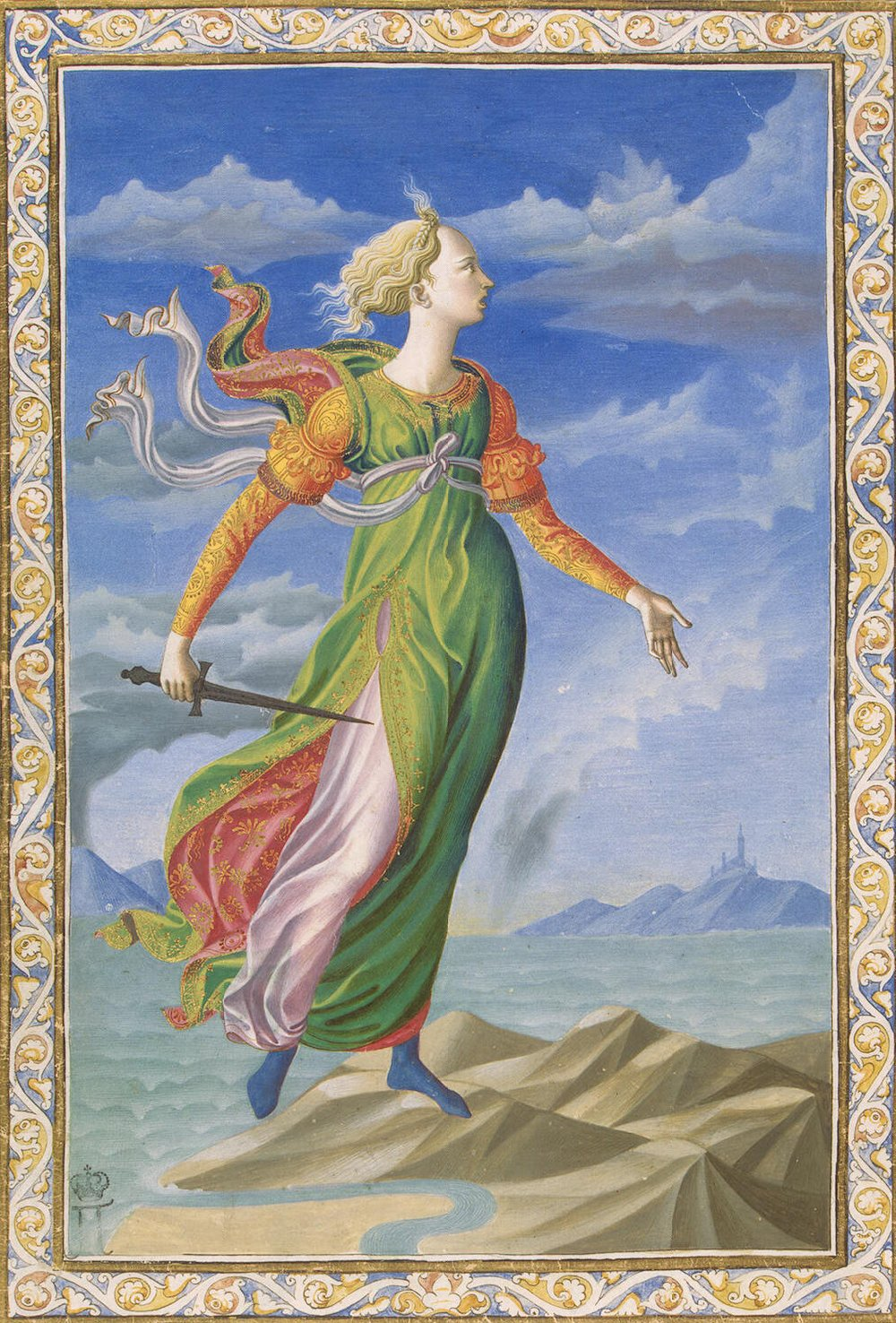
Allégorie de Carthage, musée de l'Ermitage, Saint-Pétersbourg
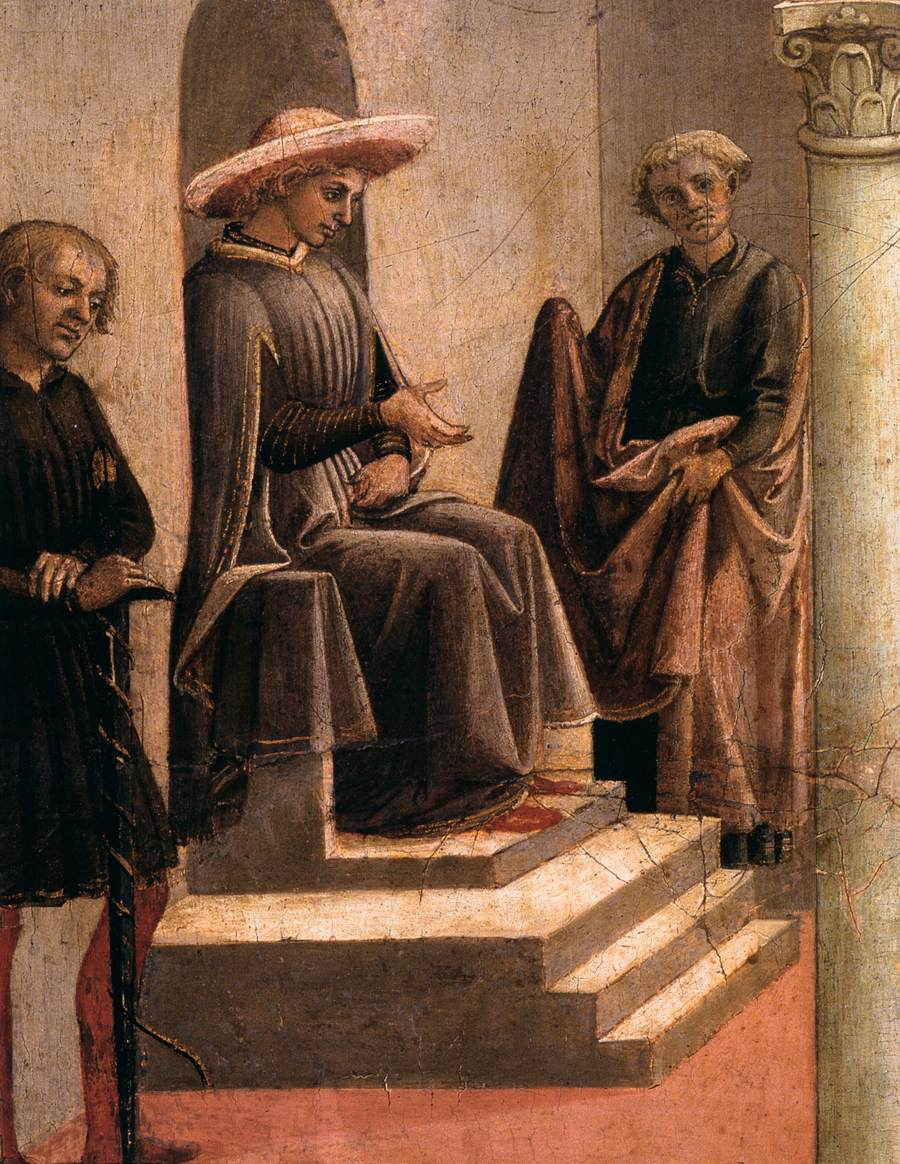
Épisode de la vie de Griselda, Académie Carrara, Bergame
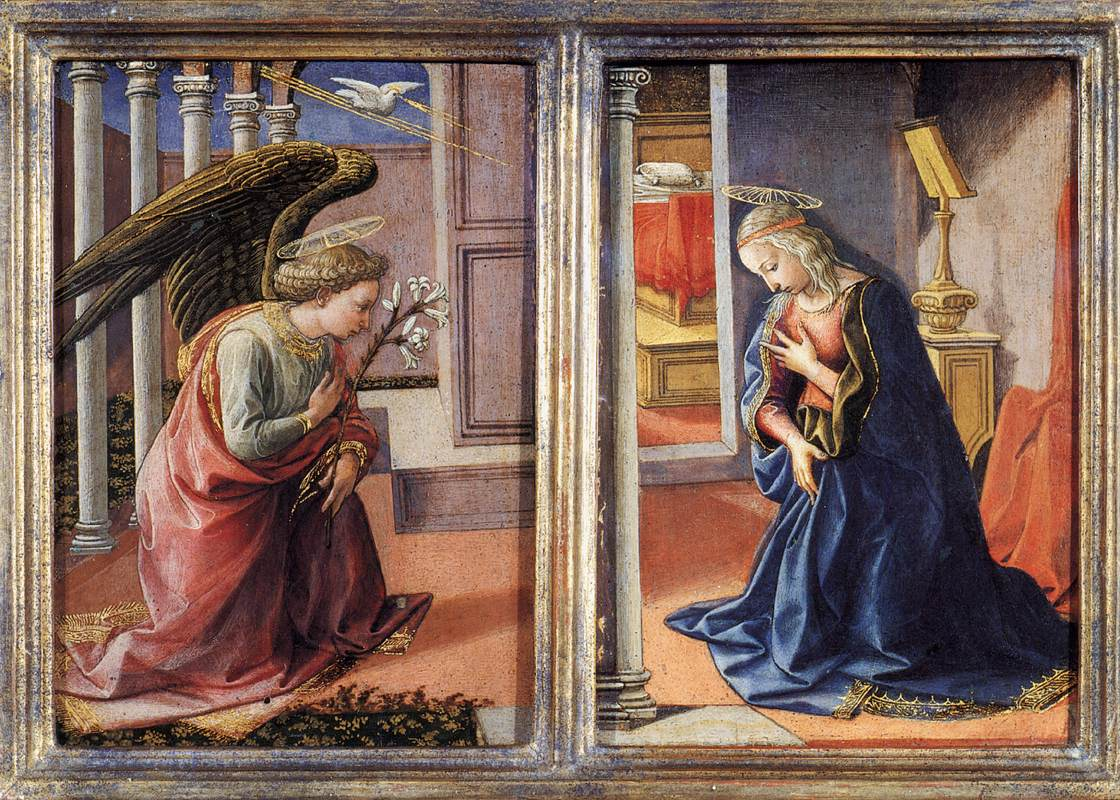
Annonciation, Institut Courtauld, Londres
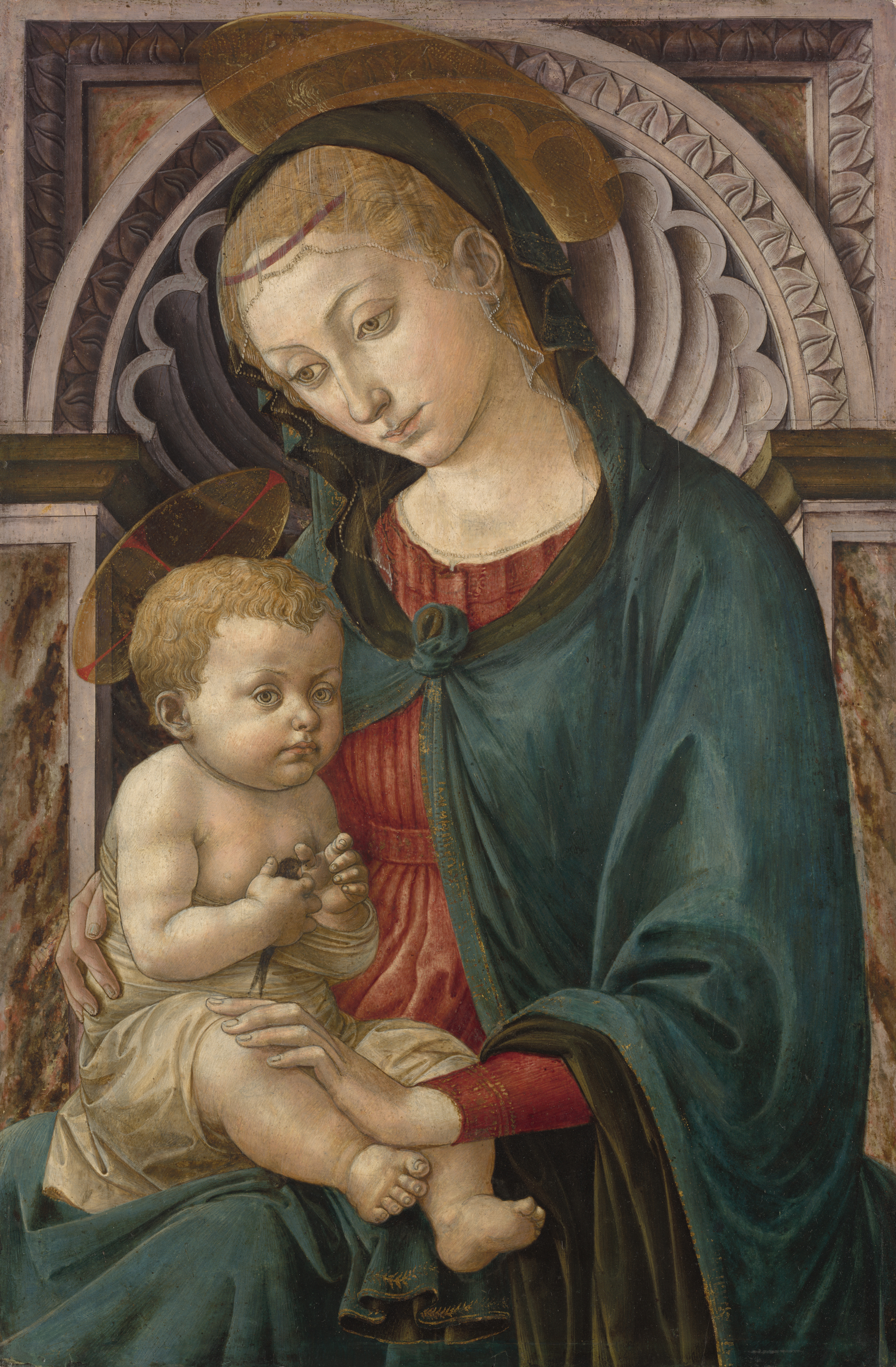
Vierge à l'Enfant, musée Isabella Stewart Gardner, Boston
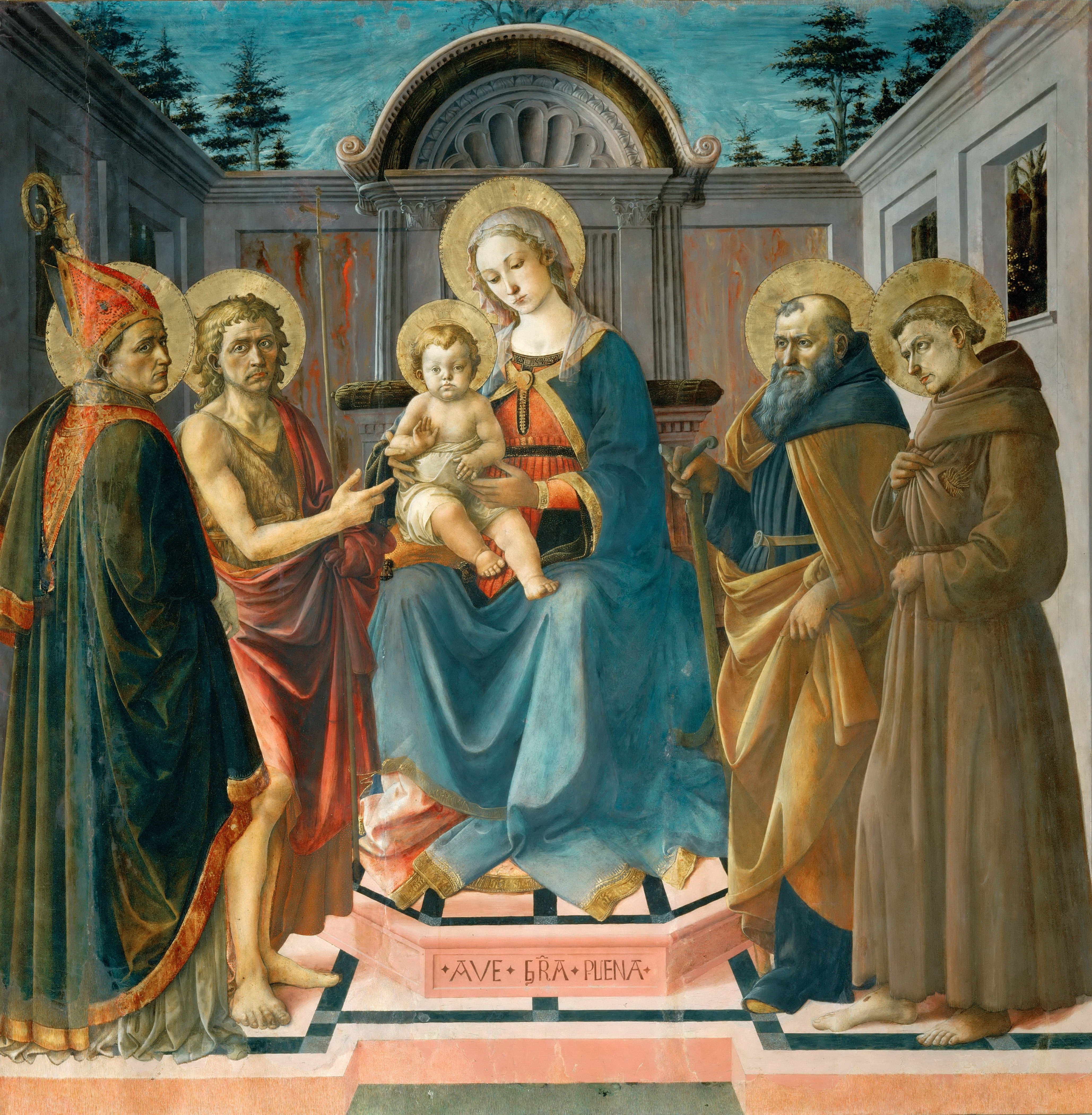
La Vierge et l'Enfant entre saint Zénobe, saint Jean-Baptiste, saint Antoine abbé et saint François d'Assise, musée du Louvre, Paris